# Axel Zitzmann
Axel Zitzmann (* 21. Februar 1959 in Gräfenthal) ist ein ehemaliger deutscher Skispringer.

## Werdegang
Er wuchs in Lauscha auf und wurde in der Sektion Wintersport der damaligen BSG Chemie Lauscha entdeckt und als Nachwuchskader an die Kinder- und Jugendsportschule (KJS) in Zella-Mehlis delegiert. Dadurch kam er zum SC Motor Zella-Mehlis, wo der ebenfalls aus Lauscha stammende Reinhard Heß sein Trainer wurde.
1978 gewann Zitzmann die Schweizer Springertournee und die Bohemia-Tournee. 1978 und 1979 war er zudem der Gesamtsieger der Springertournee der Freundschaft. Bei der Skiflug-Weltmeisterschaft in Planica am 17. März 1979 gewann er im Einzelspringen die Silbermedaille. Zitzmann war damit der erste Deutsche, der unter seinem damaligen Vereinstrainer und späterem Bundestrainer Reinhard Heß eine internationale Medaille gewann. Bei den im gleichen Jahr stattfindenden DDR-Meisterschaften konnte Zitzmann mit Platz 3 die Bronzemedaille erreichen.
In seinem ersten Weltcup-Springen am 30. Dezember 1980 in Oberstdorf erreichte er den 63. Platz. Bei den folgenden drei Springen der Vierschanzentournee 1980/81 konnte er in Garmisch-Partenkirchen einen 19., in Innsbruck einen 11. und in Bischofshofen einen 72. Platz erreichen. Bei den DDR-Meisterschaften 1981 konnte er die Bronzemedaille gewinnen. Am 21. März 1981 sprang er in Planica sein letztes Weltcup-Springen und erreichte dabei einen 3. Platz.
Heute ist Zitzmann im technischen Bereich tätig und agiert bei Springen in seiner Heimat als Rennleiter.

## Erfolge

### Ungültig Weltrekord
| #     | Schanze                         | Ort     | Land        | Weite   | aufgestellt am | Rekord bis |
| ----- | ------------------------------- | ------- | ----------- | ------- | -------------- | ---------- |
| Sturz | Velikanka bratov Gorišek (K165) | Planica | Jugoslawien | 179,0 m | 17. März 1979  | Ungültig   |